# Тумур-Очирын Тулга
Тумур-Очирын Тулга (монг. Төмөр-Очирын Тулга; род. 11 февраля 1998) — монгольский борец вольного стиля, участник Олимпийских игр, бронзовый призёр чемпионата мира 2021 года, чемпион Азиатских игр. Работает в полиции. Заслуженный спортсмен года Монголии (2023).

## Карьера
Начал заниматься борьбой в 2009 году в клубе «Лев» в Улан-Баторе. В июне 2015 года в Нью-Дели стал чемпионом Азии среди кадетов. В марте 2018 года на домашнем чемпионате Азии среди молодежи U23 в Улан-Баторе стал победителем. В сентябре 2019 года на чемпионате мира в Нур-Султане, в борьбе за бронзовую медаль уступил индийскому спортсмену Баджрангу Пунии и занял пятое место, что позволяло получить лицензию на участие в Олимпийских играх 2020 в Токио. В августе 2021 года на Олимпиаде уступил в первом же поединке на стадии 1/8 финала японцу Такуто Отогуро (3:6), а в утешительной схватке Исмаилу Мусукаеву представлявшему Венгрию (2:4) и выбыл из турнира, заняв итоговое 9 место.
В 2021 году на чемпионате мира, который проходил в октябре в норвежской столице, стал бронзовым призёром в весовой категории до 65 кг. В полуфинале уступил российскому борцу Загиру Шахиеву со счётом 4:4.
На чемпионате Азии 2023 года в Астане завоевал серебряную медаль в весовой категории до 65 кг.
6 октября 2023 года завоевал золото Азиатских игр в Ханчжоу.
На чемпионате Азии 2024 года в Бишкеке завоевал серебряную медаль в весовой категории до 65 кг.

## Достижения
- Чемпионат Азии среди кадетов 2015 — ;
- Чемпионат Азии среди молодёжи U23 2019 —
- Чемпионат мира по борьбе 2019 — 5;
- Олимпийские игры 2020 — 9;
- Чемпионат мира по борьбе 2021 — ;
- Азиатские игры 2022 — ;
- Чемпионат Азии 2023 — ;
- Чемпионат Азии 2024 — .